# Aramis de Vannes
René d'Herblay Aramis de Vannes è un personaggio immaginario nei romanzi I tre moschettieri, Vent'anni dopo e Il visconte di Bragelonne di Alexandre Dumas. Con altri due moschettieri, Athos e Porthos, è amico del protagonista dei romanzi, d'Artagnan.
Il personaggio immaginario Aramis è vagamente basato sulla figura storica del moschettiere Henri d'Aramitz.

## Biografia
Aramis ama le donne e gli intrighi. È il ritratto di una persona ambiziosa, ma nello stesso tempo insoddisfatta: come moschettiere anela a diventare un abate, riuscendoci poi in seguito, desiderando in segreto di nuovo la vita del moschettiere. Nei libri si rivela che divenne moschettiere a causa di un oltraggio; per contrasto, da ragazzino la cui ambizione era di diventare un abate, leggeva i suoi versi a una giovane dama, ma un rivale lo minacciò costringendolo a non farsi più vedere. Da allora praticò per un anno la scherma con il miglior maestro della città, allo scopo di ottenere la sua vendetta.
Diventato un provetto spadaccino, tornò a confrontarsi con l'uomo che lo aveva maltrattato, uccidendolo in un paio di colpi. Poiché i duelli erano proibiti per editto reale e Aramis era un novizio, dovette scomparire e adottare un profilo prudente, accettando l'arruolamento nel corpo dei moschettieri. Qui incontrò Athos e Porthos, e in seguito d'Artagnan. Dopo un paio di anni già lavoravano insieme per portare la pace al tribunale del re.
Aramis sembra essere fortunato, ma è solo grazie al suo machiavellico piano e la sua audacia, in cui ogni passo deve essere utilizzato per raggiungere il potere. Questa determinazione lo porta alla nomina di Superiore Generale dei Gesuiti, che è esattamente ciò che gli salverà la vita, alla fine de Il visconte di Bragelonne, dopo essere stato tradito da Nicolas Fouquet. Al momento del primo romanzo Aramis, per sopravvivere, dipende in gran parte da amanti ricche, dal momento che la retribuzione militare, in quel periodo storico, era bassa e irregolare.

## Cinema e televisione
Gli attori che hanno interpretato Aramis sullo schermo sono:
- Harold M. Shaw, in I tre moschettieri: Parti I e II (1911)
- C.N. Mortensen, in I tre moschettieri (1916)
- Pierre de Guingand, in Les trois Mousquetaires (1921)
- Eugene Pallette, in I tre moschettieri (1921)
- Gino Corrado, in La maschera di ferro (1929)
- Jean-Louis Allibert, in Les Trois Mousquetaires (1933)
- Onslow Stevens, in I tre moschettieri (1935)
- Robert Coote, in I tre moschettieri (1948)
- Keith Richards, I tre moschettieri (1950)
- Judd Holdren, in L'uomo dalla maschera di ferro (1952)
- Jacques François, in Les Trois Mousquetaires (1953)
- Paul Hansard, in I tre moschettieri (1954)
- Paul Campbell, in I tre moschettieri (1956) e Le avventure dei tre moschettieri (1957)
- Tim O'Connor, in I tre moschettieri (Film TV) (1960)
- Jaques Toja, in Les Trois Mousquetaires: Vengeance de la Milady (1961) e Les Trois Mousquetaires: Les furetti de la Reine (1961)
- Roberto Risso, in D'Artagnan contro i tre moschettieri (1963)
- Gary Watson, in I tre moschettieri (1966)
- John Woodvine, in Le altre avventure dei tre moschettieri (1967)
- Roger Sterckx, in Die Musketiers Drie (1968)
- Colin Fox, in I tre moschettieri (1969)
- Georges Mansart, in Les Quatre Charlots Mousquetaires (1971)
- Richard Chamberlain, in I tre moschettieri (1973), I quattro moschettieri (1974) e Il ritorno dei moschettieri (1989)
- Stelvio Rosi, nella parodia Li chiamavano i tre moschettieri... invece erano quattro (1973)
- Igor Starygin, in D'Artanyan i Tri Mushketyora (1978), Mushketyory 20 let spustya (1992), Tayna Korolevy Anny Avstriyskoy, Mushketyory 30 let Spustya (1993), Sokrovisha kardinala Mazarini (2008)
- Lloyd Bridges, in Il quinto moschettiere (1979)
- Eiko Yamada, in Anime San Jushi (1987)
- Charlie Sheen, in I tre moschettieri (1993)
- Sami Frey, in La vendetta dei moschettieri (1994)
- William Richert, in uno dei primi film del 1998 di L'uomo dalla maschera di ferro
- Jeremy Irons, in La maschera di ferro (1998)
- Thomas Beckett, in Tre moschettieri (1999)
- Callum Blu, in Young Blades (2001) (puntata pilota di serie televisiva non trasmessa)
- Nick Moran, in D'Artagnan (2001)
- Allan Corduner, in La Femme Musketeer (miniserie TV) (2003)
- Gregori Derangère, in D'Artagnan et les trois Mousquetaires (2005)
- Nick Jonas, in I tre moschettieri (Disney Serie TV JONAS)
- Luke Evans, in I tre moschettieri (2011)
- Santiago Cabrera, in The Musketeers (2014-2015)
- Sergio Rubini, in Moschettieri del re - La penultima missione (2018)
- Romain Duris in I tre moschettieri - D'Artagnan (2023)